# Marc Gené
Marcos „Marc“ Gené i Guerrero (* 29. März 1974 in Sabadell) ist ein ehemaliger spanischer Automobilrennfahrer. Er startete zwischen 1999 und 2004 in der Formel 1 und gewann 2009 zusammen mit David Brabham und Alexander Wurz das 24-Stunden-Rennen von Le Mans. 2004 bis 2018 war er Testfahrer beim Formel-1-Rennstall Ferrari.
Genés älterer Bruder Jordi ist ebenfalls Rennfahrer.

## Karriere

### Anfänge im Motorsport
Gené begann seine Motorsportkarriere 1987 im Kartsport, den er bis 1991 ausübte. Unter anderem wurde er mit 13 Jahren 1987 katalanischer Vizekartmeister der nationalen Klasse und gewann diese und die spanische Kartmeisterschaft ein Jahr später. 1989 fuhr er sowohl in der Europa-, als auch in der Weltmeisterschaft. 1990 gewann Gené die spanische Kartmeisterschaft als jüngster Fahrer deren Geschichte. Außerdem wurde er 13. der Weltmeisterschaft.
1992 wechselte er in den Formelsport und wurde mit einem Sieg Fünfter der spanischen Formel Ford. 1993 wurde er Vizemeister der europäischen Formel Ford. Außerdem wurde er Zweiter beim Formel Ford Festival und belegte den achten Gesamtrang der britischen Formel Ford. 1994 wechselte er in die britische Formel-3-Meisterschaft. Nachdem er in seiner ersten Saison als bester Neueinsteiger den 15. Gesamtrang belegt hatte, wurde er 1995 mit einer Podest-Platzierung Elfter der Gesamtwertung. 1996 wurde er Meister der italienischen SuperFormula.
1997 startete Gené bei vier Rennen der Formel 3000 und belegte am Saisonende punktelos den 25. Gesamtrang. 1998 wechselte er in die Euro Open by Nissan. Für Campos Motorsport startend gewann der Spanier sechs Rennen und gewann den Meistertitel.

### Formel 1
Nach dem Gewinn der Meisterschaft wechselte Gené 1999 zu Minardi in die Formel 1. Nachdem er einige Platzierungen unter den ersten zehn Piloten erreicht hatte, holte er als Sechster beim Großen Preis von Europa auf dem Nürburgring seinen ersten Punkt in der Formel 1. Er profitierte von dem Ausfall seines Teamkollegens Luca Badoer, der den vierten Platz belegt hatte. Am Saisonende belegte Gené den 17. Gesamtrang. 2000 blieb er bei Minardi und erhielt mit Gastón Mazzacane einen neuen Teamkollegen. Gené blieb ohne Punkte, war aber schneller als Mazzacane. In der Gesamtwertung belegte er den 19. Gesamtrang.
Nachdem er 2001 kein Cockpit gefunden hatte, wechselte er als Testfahrer zu Williams, wo er insgesamt vier Jahre als Testfahrer beschäftigt war. 2003 nahm er neben seinem Testfahrer-Engagement an zehn Rennen der World Series by Nissan, deren Vorgängerserie er 1998 gewonnen hatte, teil und entschied ein Rennen für sich. In der Gesamtwertung belegte er den zwölften Platz. Genés persönlicher Saisonhöhepunkt war der Einsatz beim Großen Preis von Italien 2003, bei dem er als Ersatz für den verletzten Ralf Schumacher für Williams an den Start ging. Er wurde Fünfter und belegte damit den 17. Platz in der Fahrerweltmeisterschaft. Eine Saison später kam der Spanier erneut für Williams zum Einsatz. Nach einem schweren Unfall von Ralf Schumacher durfte Gené bei zwei Rennen starten. Da er die Erwartungen des Teams nicht erfüllen konnte, wurde er danach durch Antonio Pizzonia ersetzt. In der Gesamtwertung belegte er in dieser Saison den 23. Platz.

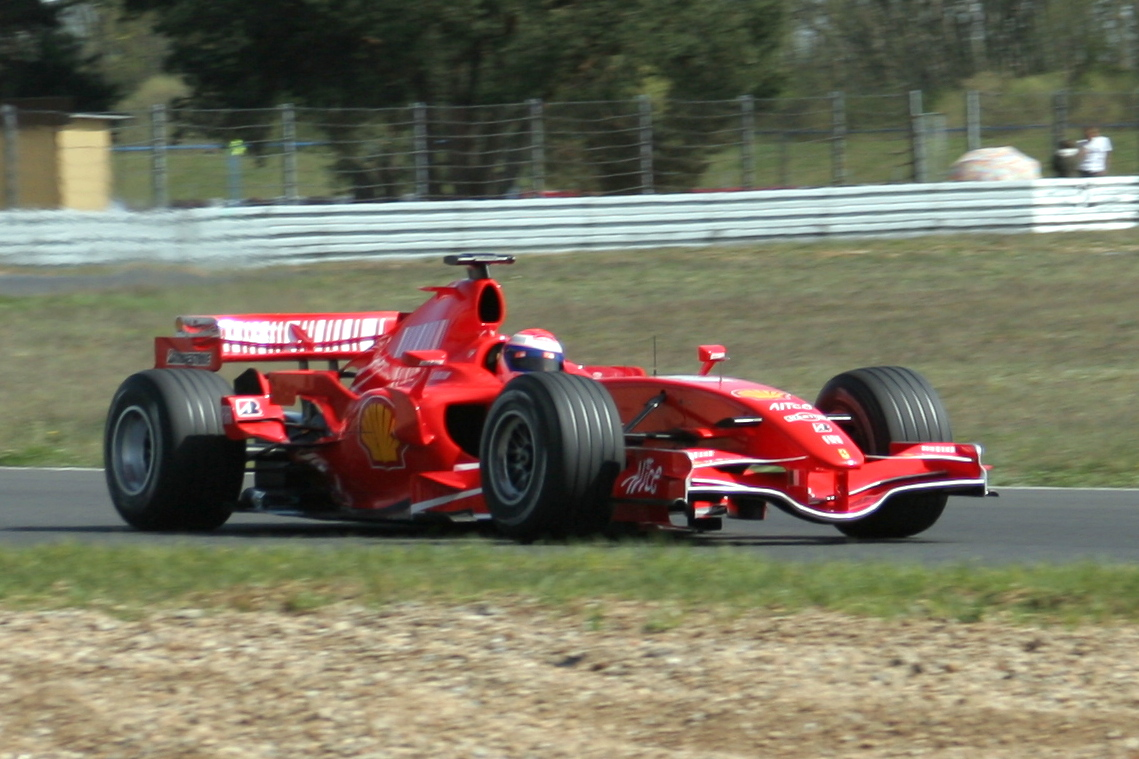
Marc Gené als Testfahrer im Ferrari, 2007

Ende 2004 wechselte Gené zu Ferrari, wo er ebenfalls die Aufgabe des Testfahrers erhielt. Er traf bei Ferrari auf seinen ehemaligen Minardi-Teamkollegen Badoer, der schon länger als Testfahrer der Scuderia aktiv war. Trotz der 2007 beschlossenen Testbeschränkungen und des ab 2009 in Kraft getretenen Testverbotes wurde Gené von Ferrari als Testfahrer weiterverpflichtet und stand auch 2010 zusammen mit Badoer und Giancarlo Fisichella als Testpilot der Italiener unter Vertrag. Gené war bis zum Ende der Saison 2018 Testfahrer bei Ferrari.

### GT- und Sportwagensport

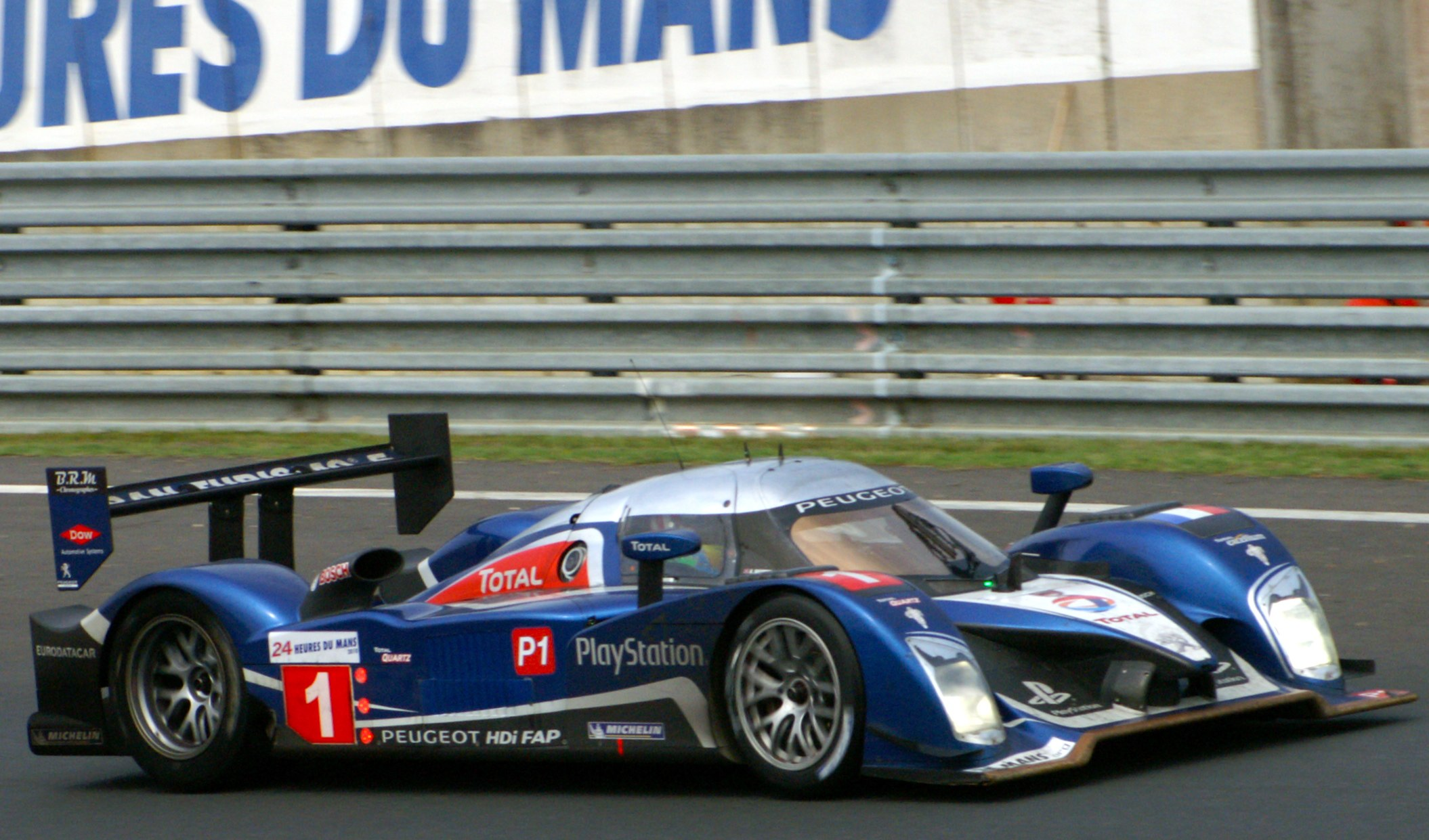
Im Peugeot 908 HDi FAP beim 24-Stunden-Rennen von Le Mans 2010

Parallel zu seinem Engagement als Formel-1-Testfahrer bei Ferrari erhielt er 2006 die Möglichkeit, an zwei Rennen der American Le Mans Series in einem Ferrari F430 GT teilzunehmen. Beide Läufe beendete er in den Punkten, verpasste aber sowohl mit Toni Vilander als auch mit Mario Domínguez das Podium seiner Klasse. Im Jahr 2007 wurde er vom Team Peugeot Total für das Le-Mans-Prototypen-Projekt verpflichtet. Er startete nun mit Nicolas Minassian in der Le Mans Series. In der Saison 2007 beendete er drei der sechs Meisterschaftsläufe als Sieger, dennoch wurden er und Minassian im Gesamtklassement am Jahresende lediglich Dritter. Bei dem nicht zur Meisterschaft zählenden 24-Stunden-Rennen von Le Mans 2007 wurden er und Minassian von Jacques Villeneuve unterstützt. Allerdings fiel der Peugeot 908 HDi FAP mit Motorschaden aus.
Das Fahrerduo blieb 2008 bei Peugeot und beendete mit zwei Gesamtsiegen und einer weiteren Podiumsplatzierung die Saison der Le Mans Series als Vizemeister. Beim offiziellen Testtag zum 24-Stunden-Rennen von Le Mans 2008 verunfallte Gené mit dem Dieselprototyp und zerstörte dabei sein Fahrzeug so stark, dass ein neues Fahrgestell für Le Mans gefertigt werden musste. Gené blieb unverletzt, startete wenige Tage später ins Rennen und überquerte mit Villeneuve und Minassian die Ziellinie hinter Hauptkonkurrent Audi Sport North America auf dem zweiten Gesamtrang.
2009 fokussierte sich Peugeot nun komplett auf Le Mans und trat lediglich beim 1000-km-Rennen von Spa-Francorchamps in der Le Mans Series an. Zudem rotierten die Fahrzeugbesetzungen bei Peugeot, und er bekam so mit Alexander Wurz und David Brabham zwei neue Teamkollegen. In Spa konnte das Fahrertrio nach technischen Problemen zwar beenden, fuhr mit dem 12. Platz aber nicht in die Punkteränge. Beim 24-Stunden-Rennen von Le Mans 2009 gewannen er, Wurz und Brabham den Langstreckenklassiker mit einer Runde Vorsprung vor dem zweiten Peugeot 908 HDi FAP des Werksteams und beendeten somit die fünfjährige Siegesserie von Audi. 2010 wurde Gené dann bei einem weiteren Langstreckenrennen eingesetzt. Er, Wurz und Anthony Davidson beendeten das 12-Stunden-Rennen von Sebring bei ihrem ersten Start als Gesamtsieger. Beim 24-Stunden-Rennen von Le Mans schied sein Team in diesem Jahr aus.

## Statistik

### Karrierestationen
| - 1987–1991: Kartsport - 1992: Spanische Formel Ford (Platz 5) - 1993: Europäische Formel Ford (Platz 2) - 1994: Britische Formel-3-Meisterschaft (Platz 15) - 1995: Britische Formel-3-Meisterschaft (Platz 11) - 1996: Italienische SuperFormula (Meister) - 1997: Internationale Formel-3000-Meisterschaft (Platz 25) - 1998: Euro Open by Nissan (Meister) - 1999: Formel 1 (Platz 17) | - 2000: Formel 1 (Platz 19) - 2001: Formel 1 (Testfahrer) - 2002: Formel 1 (Testfahrer) - 2003: Formel 1 (Platz 17) - 2003: World Series by Nissan (Platz 12) - 2004: Formel 1 (Platz 23) - 2005: Formel 1 (Testfahrer) - 2006: Formel 1 (Testfahrer) - 2007: Formel 1 (Testfahrer) | - 2008: Formel 1 (Testfahrer) - 2009: Formel 1 (Testfahrer) - 2010: Formel 1 (Testfahrer) - 2011: Formel 1 (Testfahrer) - 2012: Formel 1 (Testfahrer) - 2013: Formel 1 (Testfahrer) - 2014: Formel 1 (Testfahrer) - 2015: Formel 1 (Testfahrer) - 2016: Formel 1 (Testfahrer) |

### Statistik in der Formel-1-Weltmeisterschaft

#### Gesamtübersicht
| Saison | Team                   | Chassis       | Motor               | Rennen | Siege | Zweiter | Dritter | Poles | schn. Rennrunden | Punkte | WM-Pos. |
| ------ | ---------------------- | ------------- | ------------------- | ------ | ----- | ------- | ------- | ----- | ---------------- | ------ | ------- |
| 1999   | Fondmetal Minardi Ford | Minardi M01   | Ford 3.0 V10        | 16     | –     | –       | –       | –     | –                | 1      | 17.     |
| 2000   | Fondmetal Minardi      | Minardi M02   | Fondmetal 3.0 V10   | 17     | –     | –       | –       | –     | –                | –      | 19.     |
| 2003   | BMW.WilliamsF1 Team    | Williams FW25 | BMW P83 3.0 V10     | 1      | –     | –       | –       | –     | –                | 4      | 17.     |
| 2004   | BMW.WilliamsF1 Team    | Williams FW26 | BMW P84 3.0 V10 90º | 2      | –     | –       | –       | –     | –                | –      | 23.     |
| Gesamt | Gesamt                 | Gesamt        | Gesamt              | 36     | –     | –       | –       | –     | –                | 5      |         |

#### Einzelergebnisse
| Saison | 1   | 2   | 3   | 4   | 5   | 6   | 7  | 8  | 9  | 10  | 11 | 12  | 13 | 14 | 15  | 16  | 17 | 18 |
| ------ | --- | --- | --- | --- | --- | --- | -- | -- | -- | --- | -- | --- | -- | -- | --- | --- | -- | -- |
| 1999   |     |     |     |     |     |     |    |    |    |     |    |     |    |    |     |     |    |    |
| DNF    | 9   | 9   | DNF | DNF | 8   | DNF | 15 | 11 | 9  | 17  | 16 | DNF | 6  | 9  | DNF |     |    |    |
| 2000   |     |     |     |     |     |     |    |    |    |     |    |     |    |    |     |     |    |    |
| 8      | DNF | DNF | 14  | 14  | DNF | DNF | 16 | 15 | 8  | DNF | 15 | 14  | 9  | 12 | DNF | DNF |    |    |
| 2003   |     |     |     |     |     |     |    |    |    |     |    |     |    |    |     |     |    |    |
|        |     |     |     |     |     |     |    |    |    |     |    |     | 5  |    |     |     |    |    |
| 2004   |     |     |     |     |     |     |    |    |    |     |    |     |    |    |     |     |    |    |
|        |     |     |     |     |     |     |    |    | 10 | 12  |    |     |    |    |     |     |    |    |

| Legende  | Legende            | Legende                                                          |
| Farbe    | Abkürzung          | Bedeutung                                                        |
| -------- | ------------------ | ---------------------------------------------------------------- |
| Gold     | –                  | Sieg                                                             |
| Silber   | –                  | 2. Platz                                                         |
| Bronze   | –                  | 3. Platz                                                         |
| Grün     | –                  | Platzierung in den Punkten                                       |
| Blau     | –                  | Klassifiziert außerhalb der Punkteränge                          |
| Violett  | DNF                | Rennen nicht beendet (did not finish)                            |
| Violett  | NC                 | nicht klassifiziert (not classified)                             |
| Rot      | DNQ                | nicht qualifiziert (did not qualify)                             |
| Rot      | DNPQ               | in Vorqualifikation gescheitert (did not pre-qualify)            |
| Schwarz  | DSQ                | disqualifiziert (disqualified)                                   |
| Weiß     | DNS                | nicht am Start (did not start)                                   |
| Weiß     | WD                 | zurückgezogen (withdrawn)                                        |
| Hellblau | PO                 | nur am Training teilgenommen (practiced only)                    |
| Hellblau | TD                 | Freitags-Testfahrer (test driver)                                |
| ohne     | DNP                | nicht am Training teilgenommen (did not practice)                |
| ohne     | INJ                | verletzt oder krank (injured)                                    |
| ohne     | EX                 | ausgeschlossen (excluded)                                        |
| ohne     | DNA                | nicht erschienen (did not arrive)                                |
| ohne     | C                  | Rennen abgesagt (cancelled)                                      |
| ohne     | keine WM-Teilnahme |                                                                  |
| sonstige | P/fett             | Pole-Position                                                    |
| sonstige | 1/2/3/4/5/6/7/8    | Punktplatzierung im Sprint-/Qualifikationsrennen                 |
| sonstige | SR/kursiv          | Schnellste Rennrunde                                             |
| sonstige | *                  | nicht im Ziel, aufgrund der zurückgelegten Distanz aber gewertet |
| sonstige | ()                 | Streichresultate                                                 |
| sonstige | unterstrichen      | Führender in der Gesamtwertung                                   |

### Le-Mans-Ergebnisse
| Jahr | Team                  | Fahrzeug                | Teamkollege       | Teamkollege        | Platzierung | Ausfallgrund |
| ---- | --------------------- | ----------------------- | ----------------- | ------------------ | ----------- | ------------ |
| 2007 | Team Peugeot Total    | Peugeot 908 HDi FAP     | Nicolas Minassian | Jacques Villeneuve | Ausfall     | Motorschaden |
| 2008 | Team Peugeot Total    | Peugeot 908 HDi FAP     | Nicolas Minassian | Jacques Villeneuve | Rang 2      |              |
| 2009 | Peugeot Sport Total   | Peugeot 908 HDi FAP     | Alexander Wurz    | David Brabham      | Gesamtsieg  |              |
| 2010 | Peugeot Sport Total   | Peugeot 908 HDi FAP     | Alexander Wurz    | Anthony Davidson   | Ausfall     | Motorschaden |
| 2011 | Peugeot Sport Total   | Peugeot 908             | Alexander Wurz    | Anthony Davidson   | Rang 4      |              |
| 2012 | Audi Sport Team Joest | Audi R18 ultra          | Romain Dumas      | Loïc Duval         | Rang 5      |              |
| 2013 | Audi Sport Team Joest | Audi R18 e-tron quattro | Oliver Jarvis     | Lucas di Grassi    | Rang 3      |              |
| 2014 | Audi Sport Team Joest | Audi R18 e-tron quattro | Tom Kristensen    | Lucas di Grassi    | Rang 2      |              |

### Sebring-Ergebnisse
| Jahr | Team               | Fahrzeug            | Teamkollege    | Teamkollege      | Platzierung | Ausfallgrund |
| ---- | ------------------ | ------------------- | -------------- | ---------------- | ----------- | ------------ |
| 2010 | Team Peugeot Total | Peugeot 908 HDi FAP | Alexander Wurz | Anthony Davidson | Gesamtsieg  |              |
| 2011 | Team Peugeot Total | Peugeot 908         | Alexander Wurz | Anthony Davidson | Rang 8      |              |

### Einzelergebnisse in der FIA-Langstrecken-Weltmeisterschaft
| Saison | Team                             | Rennwagen            | 1   | 2   | 3   | 4   | 5   | 6   | 7   | 8   |
| ------ | -------------------------------- | -------------------- | --- | --- | --- | --- | --- | --- | --- | --- |
| 2012   | Audi Sport Team Joest            | Audi R18 ultra       | SEB | SPA | LEM | SIL | SAO | BAH | FUJ | SHA |
| 2012   | Audi Sport Team Joest            | Audi R18 ultra       |     | 1   | 5   |     |     |     |     |     |
| 2013   | Audi Sport Team Joest            | Audi R18             | SIL | SPA | LEM | SAO | AUS | FUJ | SHA | BAH |
| 2013   | Audi Sport Team Joest            | Audi R18             |     | 3   | 3   |     |     |     |     |     |
| 2014   | Jota Sport Audi Sport Team Joest | Zytek Z11SN Audi R18 | SIL | SPA | LEM | AUS | FUJ | SHA | BAH | SAO |
| 2014   | Jota Sport Audi Sport Team Joest | Zytek Z11SN Audi R18 |     | 9   | 2   |     |     |     |     |     |